# 前王齿兽属
前王齿兽属（学名：Preregidens）为鬣齿兽科的一个属。

## 下属物种
本属包括以下物种：
- 兰氏前王齿兽 Preregidens langebadrae Solé, Falconnet & Vidalenc, 2015